# 1144
Cette page concerne l'année 1144  du calendrier julien.
L'année 1144 est une année bissextile qui commence un samedi.

## Événements
- 19 janvier : Geoffroy Plantagenêt, comte d'Anjou et du Maine, prend Rouen et se fait reconnaitre comme duc de Normandie. Quelques mois plus tard, il prête allégeance au roi Louis VII de France[1].

- 12 mars : élection du pape Lucius II (fin de pontificat en 1145). Reprenant les idées d’Arnaud de Brescia, les habitants de Rome rétablissent le Sénat, et élisent comme patrice Giordano Pierleoni, fils de Pier Leoni, et frère de l’antipape Anaclet II. Lucius II est tué en tentant de reprendre le Capitole par la force le 15 février 1145[2],[3].

- 25 mars : découverte de son corps criblé de coups de couteau du jeune Guillaume à Norwich, en Angleterre. Les Juifs de la ville, mis hors de cause par le shérif, seront accusés de meurtre rituel par le moine Thomas de Monmouth[4]. Le 6 février 1190, tous les Juifs de Norwich seront massacrés, à l’exception de ceux qui ont pu se réfugier au château[5].

- 11 juin : consécration du chevet et du chœur de la basilique de Saint-Denis devant le roi de France Louis VII et la reine Aliénor[6]. Première voûte gothique de vastes dimensions.
- 4 août : prise de Mértola en Algarve par Ibn Qasi révolté contre les Almoravides[7]. Début de la seconde période de taïfas (fin en 1147)[8].
- 6 octobre : le comte Alphonse Jourdain accorde une charte pour la fondation de la ville de « Mons albanus » (Montauban)[9].
- 28 novembre : début du siège d’Édesse[10].
- 23 décembre : prise de la ville d’Édesse par Zengi, qui va être à l’origine de la deuxième croisade[10].

- L’archevêque de Lund, Eskil, installe une première colonie de Cîteaux à Herrisvad, en Scanie[11]. Plus tard il en fonde d’autres dans diverses provinces suédoises, à Gotland et même en Poméranie, alors sous influence danoise. Deux autres ordres prennent pied en Scandinavie grâce à ses efforts, les Prémontrés et les Hospitaliers.